# 6106 Stoss
6106 Stoss è un asteroide della fascia principale del diametro medio di circa 18,1 km. Scoperto nel 1960, presenta un'orbita caratterizzata da un semiasse maggiore pari a 3,1734731 UA e da un'eccentricità di 0,1605396, inclinata di 2,55438° rispetto all'eclittica.